# Figlie di San Francesco di Sales
Le Figlie di San Francesco di Sales sono un istituto religioso femminile di diritto pontificio: le suore di questa congregazione pospongono al loro nome la sigla F.S.F.S.
(Motto della Congregazione, ripreso dal Santo Curato d'Ars)

## Storia
Il 24 maggio 1869 don Carlo Cavina (vedi sotto) fondò a Lugo in via Fermini una scuola per fanciulle, comprendente anche un convitto per ospitare le ragazze in cerca di lavoro lontane da casa o comunque prive di alloggio. Fu la prima nel circondario. Per la gestione don Cavina si affidò alle Suore della Carità, presenti in paese dal 1843. Le prime collaboratrici furono suor Teresa Fantoni (San Felice sul Panaro, 1822 - Lugo 1903) e suor Elisabetta Montanari. La scuola si affermò in breve tempo, tanto che don Cavina e suor Teresa pensarono di aprirne anche una maschile. Sorse così la Piccola Casa di San Giuseppe (patrono dei falegnami). Comprendeva: una scuola di lavoro, una scuola materna ed elementare, oltre a corsi di catechismo. 

Da questa esperienza educativa nacque l'idea di fondare un nuovo ordine contemplativo e attivo, seguendo la spiritualità e il carisma di S. Francesco di Sales. Il 23 agosto 1872 don Cavina e suor Teresa crearono, con il sostegno del vescovo, Luigi Tesorieri, la congregazione delle Figlie di San Francesco di Sales. Suor Teresa fu la prima madre generale. Il 29 novembre 1884 le suore si trasferirono in via Emaldi. La "piccola Casa" divenne "Istituto San Giuseppe", nome che si è conservato fino ad oggi, tanto che a Lugo le Figlie di San Francesco di Sales sono note come “Suore del San Giuseppe”. Aprirono i battenti la Scuola normale (istruzione elementare e media) e la Scuola complementare (istruzione superiore) che dal 1926 divenne Istituto magistrale (inaugurazione il 17 ottobre 1926). Dal gennaio 1937 fu parificato alle scuole statali. Fu la prima scuola magistrale e, per tanti anni, l'unico istituto superiore lughese.
Le costituzioni della comunità religiosa, ispirate agli scritti di san Francesco di Sales, vennero approvate dal vescovo di Imola il 28 luglio 1890. L'istituto ottenne il decreto di lode pontificio il 31 gennaio 1931 e l'approvazione definitiva della Santa Sede il 17 maggio 1939. Nella vicina Massa Lombarda le suore fondarono nel 1922 una scuola materna e nel 1949 l'Istituto assistenziale "Maria Immacolata" per ragazzi in difficoltà.
Nel 1998 la congregazione ha assorbito quella, analoga nel carisma e nelle opere, delle Oblate di san Francesco di Sales di Città di Castello. Nel 2018 è stata acquistata la casa dove nacque don Carlo Cavina, a Castel Bolognese. L'edificio verrà utilizzato per gli scopi della Congregazione.

## Don Carlo Cavina

Busto di don Cavina

Nato a Castel Bolognese il 29 agosto 1820, fu ordinato sacerdote il 10 giugno 1843 dal cardinale Giovanni Maria Mastai Ferretti (il futuro papa Pio IX). L'ammirazione profonda per San Francesco di Sales fece sì che il giovane sacerdote lo scegliesse come maestro di vita. Dopo la nomina a Prefetto nel Seminario di Imola e una breve esperienza (due anni) come parroco a Montecatone, nel 1850, a trent'anni, divenne prevosto (cioè canonico reggente) della Chiesa della Collegiata a Lugo. Vi rimarrà per quasi 30 anni, fino alla morte.
Molto sensibile ai problemi sociali emergenti nella comunità lughese, fondò la Pia Unione di San Vincenzo, maschile e femminile, l'Opera delle Missioni, la Piccola Casa di San Giuseppe e il Circolo della Gioventù Cattolica “San Francesco di Paola”. La sua opera più importante fu la congregazione intitolata a San Francesco di Sales. Morì a Lugo il 15 settembre 1880, all'età di 60 anni. 

Dal 15 ottobre 1994 al 12 ottobre 1996 si è celebrata l'Inchiesta diocesana. Il processo di beatificazione è ripreso il 16 dicembre 2008, quando i Consultori storici ne hanno accertato le eroiche virtù.

Il 7 aprile 2019 il già Servo di Dio è stato proclamato Venerabile.

## Attività e diffusione
Le Figlie di San Francesco di Sales si dedicano all'assistenza agli infermi e all'educazione della gioventù.
Nel 2022 l'istituto contava quasi 350 religiose in 56 case. Oltre che in Italia (14 case), sono presenti in India (25 case), nelle Filippine (4 case), in Brasile (tre case), in Tanzania (tre case), in Germania (due case), in Gran Bretagna (due case), in Kenya, Uganda, Sudafrica e in Indonesia (una casa ciascuno). La casa generalizia è a Roma, mentre la casa madre è a Lugo.
Dal 27 luglio 2015 la superiora generale è Madre Phina Kuruvilla, originaria dello stato indiano del Kerala. Succede a Madre Corrada Magnani (superiora generale dal 2003 al 2015) ed è la prima madre generale di origine non italiana. La congregazione è presente in India sin dal 1975.

## Cronotassi delle Superiori generali
- Madre Teresa Fantoni (1872-1903)

Madre Teresa Fantoni, cofondatrice della Congregazione.

- Madre Angelica Santini (1903-1912)
- Madre Angela Locatelli (1912-1913)
- Madre Angelica Santini, 2ª volta (1913-1917)
- Madre Pia Callegari (1917-1923)
- Madre Anna Ricci Mingani (1923-1940)
- Madre Maria Vittoria Cozzani (1940-1952)
- Madre Maria Grazia Rensi (1952-1958)
- Madre Maria Vittoria Cozzani, 2ª volta (1958-1970)
- Madre Teresina Carniani (1970)